# Ребро Адамово
„Ребро адамово“ е български игрален филм (драма) от 1956 година на режисьора Антон Маринович, по сценарий на Анжел Вагенщайн. Оператор е Емил Рашев. Музиката във филма е композирана от Константин Илиев.

## Сюжет
Младата Зюлкер иска да е самостоятелна, да учи и да стане учителка. Но баща ѝ решава да я омъжи. След сватбата тя избягва в град Мадан. Започва работа в общежитията, помага на лекарката в поликлиниката. Мъжът ѝ идва и я прибира обратно. Насърчаван от хорските приказки и родителите си, той я бие и унижава. Тя ражда преждевременно. Взима детето си и отива в град Пловдив, в училище за мохамедани. Среща отново първия си учител Стефанов и между двамата се заражда любов. С негова помощ Зюлкер завършва училището и решава да се върне като учителка в родното си село, където Стефанов я последва. Той ѝ предлага да се оженят...
„Филмът „Ребро Адамово“ увлича с развълнувания разказ за една човешка съдба – съдбата на Зюлкер.“

## Състав

### Актьорски състав
| Роля                             | Изпълнител                                   |
| -------------------------------- | -------------------------------------------- |
| Емилия Радева                    | Зюлкер                                       |
| Георги Попов                     | Адем                                         |
| Любомир Кабакчиев                | учителят Стефанов                            |
| Заслужил артист Никола Попов     | Директорът на българо-мохамеданското училище |
| Гинка Станчева                   | Хатидже Халилова                             |
| Иван Братанов                    | Сюлейман                                     |
| Заслужила артистка Елена Хранова | Майката на Сюлейман                          |
| Георги Калоянчев                 | Миньорът с букетче цветя                     |
| Димитрина Савова                 | Айша (Айшенко)                               |
| Борислав Перфанов                | синът на Зюлкер                              |
| Ивана Даковска                   |                                              |
| Божан Петров                     |                                              |
| Васил Марков                     |                                              |
| Заслужил артист Димитър Пешев    | миньор                                       |
| Христо Динев                     | миньор                                       |
| Никола Дадов                     |                                              |
| М. Стратева                      |                                              |
| Заслужил артист Иванка Касабова  |                                              |
| Заслужил артист Л. Стефанов      |                                              |
| Сашка Игнатиева                  |                                              |
| Найчо Петров                     | началникът на миньорските общежития          |
| Ани Дамянова                     |                                              |
| Стефан Сърбов                    |                                              |
| Константин Димчев                |                                              |
| Християн Русинов                 |                                              |
| Борислав Иванов                  | Мустафа                                      |
| Г. Стайков                       |                                              |
| Л. Крушева                       |                                              |
| Руфия и Шерифе Моллови           |                                              |
| Хасибе Чокова                    |                                              |
| Йордан Спиров                    | турчин                                       |

### Творчески и технически екип
| Режисьор             | Антон Маринович                                                             |
| Сценарий             | Анжел Вагенщайн                                                             |
| Оператор             | Емил Рашев                                                                  |
| Художник-постановчик | Златка Дъбова                                                               |
| Художник по декора   | Ана Левичарова                                                              |
| Костюми              | Пепа Мисиркова                                                              |
| Музика               | Константин Илиев                                                            |
| Звукооператор        | Евгений Ганчев                                                              |
| Втори режисьор       | Бинка Ганева                                                                |
| Асистент-режисьори   | Огнян Данаилов Атанас Георгиев                                              |
| Асистент-оператори   | Христо Вълчанов Георги Папазов                                              |
| Монтаж               | Ана Манолова-Пипева                                                         |
| Грим                 | Манол Ловджиев                                                              |
| Директор             | Христо Цоликов                                                              |
| Distributed by       | Национален филмов център Студия за игрални филми „СОФИЯ“ /Copyright © 1958/ |